# Pauline Smeets
Pauline Elisabeth Smeets (Heerlen, 10 februari 1959) is een Nederlands voormalig politicus en bestuurder. Namens de Partij van de Arbeid maakte zij van 30 januari 2003 tot 20 september 2012 deel uit van de Tweede Kamer.

## Levensloop
Smeets werd geboren in Heerlen. Ze volgde de lerarenopleiding in Nederlands en huishoudkunde. Na haar afstuderen werkte ze enkele jaren als docent voordat ze managementfuncties bekleedde in de schoonmaaksector. Voordat ze de landelijke politiek inging, was ze werkzaam als interim-manager.
In 1998 werd Smeets lid van de gemeenteraad van Sittard. Dit was ze tot 2001. Bij de verkiezingen voor de Tweede Kamer in 2003 werd ze gekozen tot lid van de Tweede Kamer. In de Kamer houdt Smeets zich onder meer bezig met het midden- en kleinbedrijf, met het regionaal economisch beleid en met de gezondheidszorg.
Bij haar vertrek uit de Tweede Kamer op 19 september 2012 werd Smeets benoemd tot ridder in de Orde van Oranje-Nassau.
Per 1 november 2012 is ze directeur services bij de Limburgse ggz-instelling Mondriaan.